# Aniela
Aniela ist ein weiblicher Vorname.

## Herkunft und Bedeutung
Der Name ist die polnische Form von Angela.

## Bekannte Namensträgerinnen
- Aniela Jaffé (1903–1991), deutsch-schweizerische Psychologin und Autorin
- Aniela Salawa (1881–1922), polnische katholische Mystikerin und Ordensfrau
- Aniela Sidorska, polnische Spezialeffektkünstlerin und Filmproduzentin
- Aniela Szlemińska (1892–1964), polnische Sängerin und Gesangspädagogin